# Бадер, Менахем
Менахем Бадер (ивр. מנחם בדר‎; 20 сентября 1895, Дукля, Подкарпатское воеводство — 31 января 1985, Израиль) — израильский общественный и политический деятель, сионистский активист, депутат кнессета 1-го созыва от партии МАПАМ.

## Биография
Родился 20 сентября 1895 года в Дукле, Австро-Венгрия (ныне Польша), в семье Йосефа-Арона и его жены Хавы. Получил традиционное и светское образование, окончил гимназию, затем изучал экономику в Кёльнском университете. Участвовал в Первой мировой войне. В молодости с семьей переехал в Германию, а в 1920 году репатриировался в Палестину.
Был членом движения «ха-Поэль ха-Цаир» и одним из основателей кибуца Мизра. В 1921 году стал членом комитета по планированию «Хаганы», членом Гистадрута и его «Сельскохозяйственного центра», был одним из основателей строительной организации «Солель Боне». В 1930 году присоединился к молодёжной организации «ха-Шомер ха-Цаир». Был делегатом нескольких сионистских конгрессов. Во время Второй мировой войны направлялся в заграничные командировки в Югославию и в Турцию «Комитетом по спасению» европейских евреев.
После формирования временного правительство Израиля (1948—1949) занял пост директора министерства труда и строительства. В 1949 году избран депутатом кнессета 1-го созыва от партии МАПАМ, работал в финансовой комиссии и комиссии по регламенту. Был председателем комиссии по экономике.
В 1955—1962 годах занимал пост генерального директора министерства развития Израиля.
Умер 31 января 1985 года.